# Kościół Matki Bożej Ostrobramskiej w Drogoszach
Kościół Matki Bożej Ostrobramskiej w Drogoszach udotowany został w 1363 r. i wybudowany w XIV w., a w XV w. dobudowano zakrystię. Kościół poddany został gruntownemu remontowi przez Ludwika Rauttera w 1593 r. (nowy szczyt wschodni i nadbudowa wieży zakończonej hełmem). W 1742 r. od północy kościoła dobudowano kaplicę grobową Denhofów, na frontonie której umieszczono popiersie Bogusława Fryderyka Denhofa (budowniczy pałacu), wykonane przez Johanna Heinricha Meissnera z Gdańska. W 1835 r. wnętrze kościoła (nowy ołtarz, ambona) odnowiła Angelika (z Denhofów) zu Dohna-Lauck. Wnętrze kościoła posiada wymiary 23,7 m × 7,2 m. Obok kościoła znajduje się budynek barokowej plebanii z XVIII wieku.